# Yellow Dog Linux
Yellow Dog Linux（イエロードッグ・リナックス）はRPMを利用するRed Hat系Linuxディストリビューションの一つで、現在はFedoraベースである。PowerPCベースのCPUを採用した、Power Mac G4, Power Mac G5、IBM System p(JS2x,510,520, 540)、YDL PowerStationなどで動作する。
最初の開発は、米国Terra Soft Solutions社であった。1999年に同社によって最初のバージョンがリリースされた。2008年11月にフィックスターズがTerra Soft Solutionsから全事業を買収し米国子会社Fixstars Solutionsとして再出発する。同時にYellow Dog Linuxの開発も引き継がれた。
日本ではLinuxPPCの日本代理店であったアミュレットが日本語化および販売を行っていたが、フィックスターズの買収と同時に販売と出荷を終了した。今後はフィックスターズが直接行う。
バージョン5.0からはPowerPC派生CPUであるCellを採用するPlayStation 3にも対応し、ソニー・コンピュータエンタテインメントの公認を受けていたが、新型PlayStation 3には対応しなかった。その後のアップデートで、旧型を含めた全機種のプレイステーション3で対応できなくなる旨が発表されている（理由は不明）。

## yum
Fedoraなどで採用されているパッケージ管理システムyumはYellow Dog Linuxのために開発された。その後、Fedora Coreなど他のディストリビューションにも採用されていった。

## 歴史
- 1999年 最初のバージョンがリリースされる
- 2004年 Fedora Core 2をベースとしたバージョン4.0リリース[4]
- 2006年11月27日 Fedora Core 5をベースとしたバージョン5.0リリース[5]
- 2008年2月5日 Fedora 7及びCentOSをベースとしたバージョン6.0リリース[6]
- 2008年11月20日 フィックスターズによる初めてのバージョンになるバージョン6.1リリース[7]
- 2009年7月2日 バージョン6.2リリース[8]
- 2010年4月1日 PlayStation 3の新システムファームウェア公開により、対応打ち切り[9]